# パールトーン
株式会社パールトーン（英語表記：Pearltone Co.,Ltd)は撥水撥油加工のパイオニア的存在。
『安心きもののパールトーン』を合言葉に、日本の伝統産業である着物やアパレル製品、インテリアファブリックなどを突然の雨や汚れから守っている。

## 概要
昭和4年（1924年）長崎県佐世保市にて創業。大正年間に東京の化学研究所で応用化学を学んでいた國松勇が、当時の九州旧海軍から　「軍服の金モールが海水で腐食する事を防いで欲しい」との依頼を受け、研究開発を進めた結果、特殊な撥水加工を発見した。「衣服革命をもたらす加工」として登場したパールトーンは時代とともに成果をあげ続け、昭和36年（1956年）には京都の地で本格的に着物への加工に取り組むこととなった。平成11年（1999年）には、湯のしから仕立てまで着物に関する全てのお世話をする「悉皆業（しっかいぎょう）」を開始、ビフォアからアフターまでトータルに着物ライフをサポートしている。また、近年ではパールトーン・ハイグレード加工を開発し、着物以外の分野へも撥水防汚加工を提案している。
- 社名　　　 株式会社パールトーン
- 本社　　　 京都市右京区西院西中水町22
- 代表者　　 代表取締役社長　宮崎 慎也
- 資本金　 　5000万円
- 工場　　　 三条工場
- 営業拠点　 東京・名古屋・九州・仙台・札幌

## 沿革
- 1929年　長崎県佐世保市で國松商会として創業
- 1958年　東京へ進出、(株)東京パールトーン設立
- 1961年　入洛、京都パールトーンに社名変更
- 1973年　株式会社パールトーン設立
- 1993年　安心きもの振興会設立
- 1995年　本社新工場開設
- 1998年　三条工場設立
- 2002年　新市場開発部スタート
- 2005年　ISO9001認証取得
- 2006年　パールトーン京大桂研究室開設
- 2007年　パールトーンベトナム縫製工場開設
- 2008年　経済産業省「元気なモノ作り中小企業300社」に選定
- 2011年　国内養蚕・製糸保護支援を目的に「桑の木プロジェクト」を発足させる
- 2011年　桑の木プロジェクトが第13回グリーン購入大賞優秀賞を受賞
- 2013年　京都発革新的医療技術開発助成事業に採択

## 取扱い品目
株式会社パールトーンの営業品目は3つの柱に分けることが出来る。一つは社名にもなっているパールトーン加工、もう一つはパールトーン・ハイグレード加工、そして着物の全てのお世話をする悉皆業務である。パールトーン加工は着物や文化財向けの加工で、着物の主な素材である絹の風合いや通気性を損なうことなく高いはっ水性や防汚性を発揮する。特殊な浸透加工で繊維1本1本に撥じく力（はじくちから）を持たせることによって、デリケートな絹への加工を可能にしたことがパールトーン加工の真骨頂と言える。
また、着物以外のアパレル製品や、インテリア製品などにはパールトーン・ハイグレード加工が用いられることが多い。この加工は、従来のパールトーン加工にプラスして、様々な機能を顧客の要望に応じてプラスすることが出来るオーダーメイド加工である。例えば、消臭加工、抗菌加工、防炎加工、色止め加工などである。最後に悉皆業であるが、顧客となる全国の呉服小売店や問屋から集まる着物を反物の状態で預かり、袖を通すことのできる着物として返却する一貫加工のスタイルのことを悉皆と呼ぶ。また、消費者が着物を着用後にメンテナンスする受け皿としての役割も悉皆業が果たすことが多い。パールトーンでは、着用前の湯のし・湯通し・紋入れ・仕立てから、着用後の丸洗い・染み抜き・洗い張り・プレス・染め替えなどを京都の協力工場とともに行っている。

## 主な加工実績

### パールトーン加工
- 徳川本家宝物類
- 都をどり舞台衣装
- 時代祭衣装
- 葵祭衣装
- 明治天皇御衣
- 孝明天皇御衣
- 祇園祭鉾飾り
- 東大寺仏布施台水引
- 皇太子専用車両用皇太子旗
- 清水寺青龍会、雅龍・衣裳

### パールトーン・ハイグレード加工
- Panasonicマイクロフォン
- 大丸百貨店・近鉄百貨店販売カシミヤセーター
- 青山劇場「浪人街」舞台衣装
- 京都ブライトンホテルアトリウムロビーカーペット
- ハイアットリージェンシー京都全客室カーペット
- 淡路いざなぎ神宮檜皮葺屋根
- 銀座英國屋スーツ
- リバコトレーディング椅子生地
- ワタナベ鯉のぼり、鯉幟・武者幟
- イギン、ブラックフォーマル用バッグ

## キャッチコピー
「心配きものはたんすの肥やし、安心きものは街の華」